# Orest Kuzyk
Orest Tarasowycz Kuzyk, ukr. Орест Тарасович Кузик (ur. 17 maja 1995 we Lwowie) – ukraiński piłkarz, grający na pozycji pomocnika.

## Kariera piłkarska

### Kariera klubowa
Wychowanek klubów Karpaty Lwów i Dynamo Kijów, barwy których bronił w juniorskich mistrzostwach Ukrainy (DJuFL). 25 lipca 2012 rozpoczął karierę piłkarską w drużynie juniorskiej Dynama Kijów. Latem 2015 został wypożyczony do Howerły Użhorod, a 25 lipca 2015 debiutował w Premier-lidze. 22 października 2016 przeszedł do Stali Kamieńskie. 8 czerwca 2018 zasilił skład greckiego klubu PAS Giannina. 14 stycznia 2019 został zaproszony do SK Dnipro-1. 2 czerwca 2019 opuścił klub z Dnipra, a 14 lipca 2019 podpisał kontrakt z Desną Czernihów.

### Kariera reprezentacyjna
Występował w juniorskiej i młodzieżowej reprezentacjach Ukrainy.

## Sukcesy i odznaczenia

### Sukcesy klubowe
SK Dnipro-1
- mistrz Ukraińskiej Pierwszej Ligi: 2018/19